# Kost Macijewycz
Kostiatyn (Kost) Macijewycz, ukr. Костянтин (Кость) Мацієвич (ur. 6 maja?/18 maja 1873 we wsi Deremezna w guberni kijowskiej, zm. 2 kwietnia 1942 w Pradze) – ukraiński inżynier agronom, działacz społeczny, polityk, dyplomata. Minister spraw zagranicznych Ukraińskiej Republiki Ludowej (1919), profesor  Ukraińskiej Akademii Gospodarczej w Poděbradach.

## Życiorys
Ukończył Instytut Gospodarstwa Wiejskiego i Leśnictwa w Puławach (1899). Pracował następnie w towarzystwach gospodarstwa wiejskiego guberni połtawskiej i charkowskiej, był agronomem gubernialnym ziemstwa guberni saratowskiej. W Charkowie redagował pisma Хлібороб, Агрономічний журнал, Сільськогосподарську газету (1907-1915). Był członkiem Ukraińskiej Partii Demokratyczno-Radykalnej i Towarzystwa Ukraińskich Postępowców.
Po rewolucji lutowej  i obaleniu caratu 7 kwietnia 1917 wybrany do składu Komitetu Centralnego Ukraińskiej Partii Demokratyczno-Radykalnej, przekształconej  we wrześniu 1917 w Ukraińską Partię Socjalistów-Federalistów. Reprezentował partię w Ukraińskiej Centralnej Radzie i Małej Radzie. Od 8 sierpnia 1917 zastępca generalnego sekretarza spraw ziemskich (wiceminister), był jednym z autorów projektu reformy rolnej Ukraińskiej Centralnej Rady. Nie zgadzając się z koncepcją uspołecznienia ziemi, 19 grudnia 1917 podał się do dymisji.
W okresie Hetmanatu pracował w ziemstwie guberni kijowskiej. Był członkiem delegacji ukraińskiej na konferencję pokojową Ukrainy z Rosją sowiecką (maj-październik 1918) i komisji do negocjacji umów handlowych z Państwami Centralnymi. W styczniu-lutym 1919 członek delegacji Ukraińskiej Republiki Ludowej negocjującej z mocarstwami Ententy. Od 13 lutego do 9 kwietnia 1919 minister spraw zagranicznych URL, w gabinecie Serhija Ostapenki. W latach 1919–1923 poseł URL w Rumunii. W październiku 1920 otrzymał wraz z gen. Serhijem Delwigiem pełnomocnictwo Symona Petlury do rozmów w Piotrem Wranglem w sprawie uznania URL i zawarcia ukraińsko-rosyjskiej konwencji wojskowej, misja stała się bezprzedmiotowa wobec upadku rządu Wrangla.
W 1923 wyemigrował do Czechosłowacji, został profesorem Ukraińskiej Akademii Gospodarczej w Poděbradach. Od 1936 przewodniczący Ukraińskiego Towarzystwa Naukowego i Ukraińskiego Klubu Dyplomatycznego w Pradze.
Najważniejsze prace: Крестьянские общества сельского хозяйства (1904), Общественно-агрономические очерки (1913), Головні принципи земельної реформи на Україні (1917), Сільськогосподарська політика СССР в світлі сучасної кризи (1931).
Autor wspomnień Життя мого сучасника.